# کوشولوکا
کوشولوکا (به لاتین: Koshelevka) یک منطقهٔ مسکونی در روسیه است که در استان آستراخان واقع شده‌است.